# Februarrevolution 1917

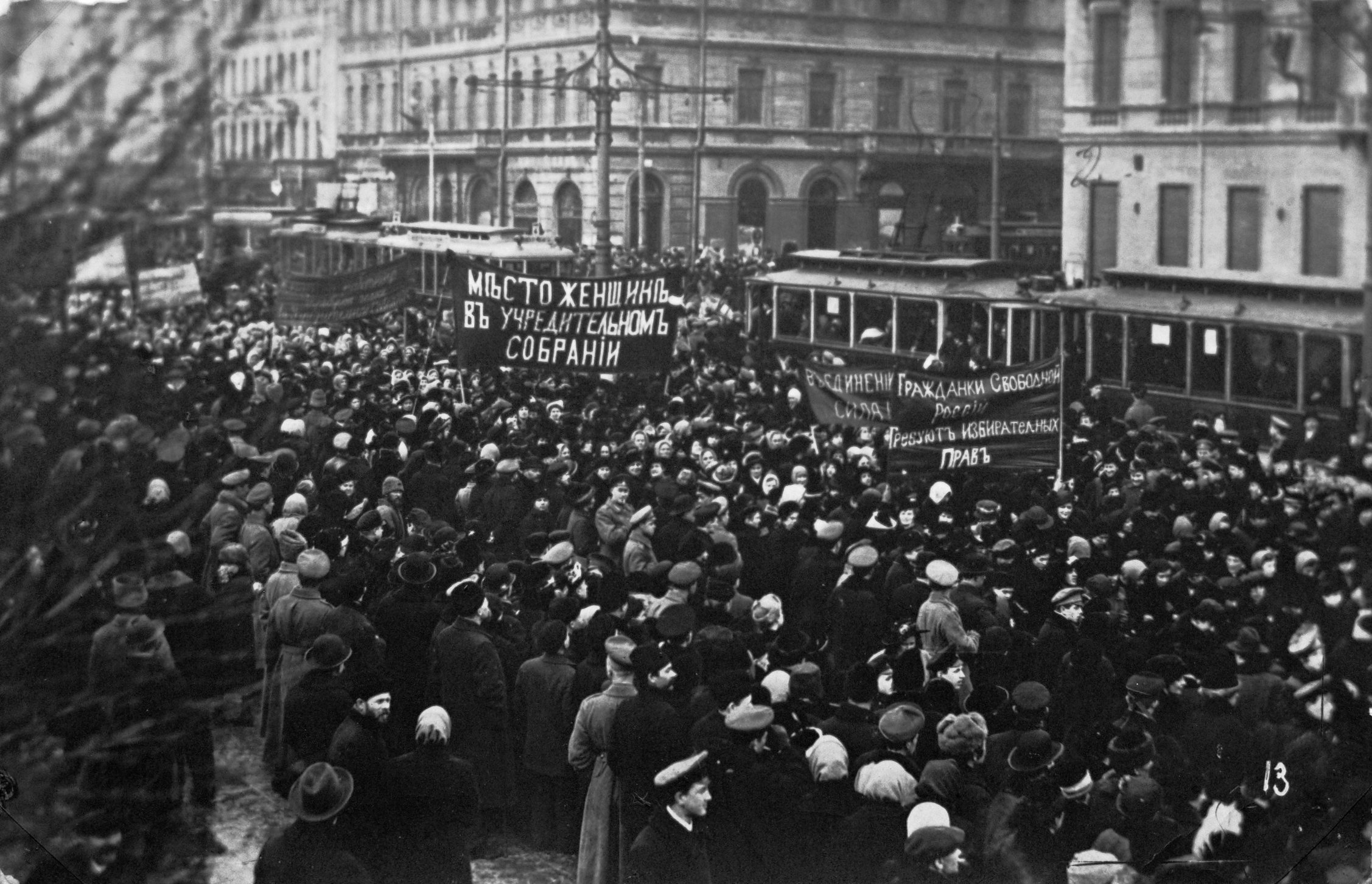
Demonstration in Petrograd, 1917

Die Februarrevolution (russisch Февральская революция / Transkription Fewralskaja Rewoljuzija) des Jahres 1917 beendete die Zarenherrschaft in Russland. Der Name geht auf den damals in Russland geltenden Julianischen Kalender zurück, denn nach diesem begann die Revolution am 23. Februar. Nach gregorianischer Zeitrechnung ist das der 8. März. Unmittelbare Ursachen der Februarrevolution waren die Auswirkungen des Ersten Weltkrieges, von wirtschaftlicher und vor allem auch militärischer Schwäche bis hin zur Mangelversorgung der Bevölkerung vor allem mit Lebensmitteln, aber auch unbeseitigte politische und organisatorische Probleme, die bereits die Revolution von 1905 begründet hatten.
An die Stelle der Zarenherrschaft trat zunächst ein Nebeneinander von Parlament (Duma) und Arbeiter- und Soldatenräten (russ. Sowjet), die Doppelherrschaft. Die Duma setzte eine provisorische Regierung zunächst unter Ministerpräsident Lwow und dann unter Kerenski ein. Für den Herbst des Jahres 1917 plante sie die Wahl einer Verfassunggebenden Versammlung, die über die künftige Staatsform Russlands entscheiden sollte. Jedoch übernahmen noch im selben Jahr die Bolschewiki gewaltsam durch die Oktoberrevolution die Macht in Russland.

## Vorgeschichte

### Modernisierungsdefizite
Die Niederlage des Zarenreiches gegen das Osmanische Reich,
Großbritannien und Frankreich im Krimkrieg 1856 hatte schonungslos offengelegt, dass eine grundlegende wirtschaftliche und soziale Erneuerung nötig war. Es folgten die Großen Reformen. Sie umfassten die Aufhebung der Leibeigenschaft im Jahre 1861, die Justizreform im Jahre 1864 und die Einrichtung von Selbstverwaltungsorganen (Semstwo) auf Gouvernementebene im Jahre 1864. Dazu gehörte auch eine Strategie zum Aufbau einer eigenen Schwerindustrie, wie es sie in Großbritannien gab.
Die bisherige Beschränkung auf Textilindustrie und sonstige Leichtindustrie sollte überwunden und Russland in die Lage versetzt werden, selbst Lokomotiven, Dampfmaschinen und Geschütze herzustellen. Die daraufhin neu erbauten Fabriken, zumeist große Unternehmen, die dank ausländischem Kapital und staatlichen Subventionen errichtet wurden, zogen immer mehr Arbeiter aus den ländlichen Regionen in die neuen Industriezentren. Eine Verstädterung sollte durch die Beibehaltung der Passkontrolle durch die Dorfgemeinden aufgehalten werden, konnte aber nicht verhindern, dass die Zahl von Abwanderern in die Städte schnell anwuchs. Daraufhin wurde beides zum Problem, zum einen die große Anziehungskraft der höheren Löhne in den Fabriken (Städte) und im Gegensatz dazu die abstoßende Kraft einer zunehmenden Überbevölkerung auf dem Land. Dies machte alle Gegenmaßnahmen der zaristischen Autokratie zunichte. In den Arbeitersiedlungen gab es Massenelend. Die Soziale Frage wurde brennend in den relativ wenigen, aber schnell wachsenden größeren Städten des Zarenreiches.
Auf die Entstehung eines Vierten Standes war die zaristische Regierung schlecht vorbereitet. Die neue Arbeiterschaft passte nicht in die im Zarenreich bestehende agrargesellschaftliche Ordnung. Sie blieb ein Fremdkörper, den trotz partieller Modernisierungsbereitschaft weder die Autokratie akzeptierte, noch der Adel, der zwar den kleinsten Anteil an der Bevölkerung des Zarenreiches stellte, aber weiterhin den Staat repräsentierte.
Der wirtschaftliche, soziale und administrative Wandel ging zumindest in den Städten mit einer Art kulturellen Modernisierung einher. Russland schickte sich an, eine konkurrenzfähige Industrie aufzubauen, um den Anforderungen eines künftigen Krieges zu entsprechen, die Gesetzeskonformität durch ein zeitgemäßes Justizsystem zu befördern und durch Dezentralisierung die Effizienz der regionalen Verwaltungen zu verbessern, und musste deshalb die Breitenqualifikation deutlich erhöhen. In der Tat leisteten die Regionalverwaltungen, die Semstwos, beim Aufbau eines Bildungswesens und in der öffentlichen Gesundheitsvorsorge Erstaunliches. Der Staat baute die Universitäten aus und zog eine Bildungselite aus Lehrern, Ärzten, Juristen und Ingenieuren heran, die in erheblichem Maße unter den Einfluss westeuropäischer politischer Ideen geriet. Diese galten zu dieser Zeit als fortschrittlich, an ihnen richteten viele ihre Lebensziele und Gewohnheiten aus. Es bildete sich eine Intelligenzija heraus, die für Reformen aufgeschlossen war und es ablehnte, sich in ihrem öffentlichen Handeln vom Staat einschränken zu lassen. Es wäre aus heutiger Sicht jedoch falsch, sie mit Opposition gleichzusetzen.
Zar Nikolaus II. ließ alle politischen Gegner durch Polizeigewalt und Verhaftungen unterdrücken. Politische Gefangene wurden in sibirische Arbeitslager deportiert. Im Jahr 1905, am Petersburger Blutsonntag, ließ er auf Demonstranten schießen, seine Geheimpolizei und das Militär wurden angewiesen, jeden Aufstand im Keim zu ersticken. Durch den Druck des sich anschließenden Generalstreiks in Petrograd musste der Zar im sogenannten Oktobermanifest eine Duma als zweite Kammer neben dem Reichsrat gewähren, die er aber in ihren Rechten stark beschränkte. In der Verfassung von 1906 ließ sich Nikolaus ausdrücklich den autokratischen Charakter seiner Herrschaft bestätigen. Ohne die Regierung kontrollieren und zur Verantwortung ziehen zu können, blieb die Duma weitgehend machtlos, der Zar ließ sie 1906, 1907 und 1912 auflösen. Den Rat seines früheren Finanzministers Sergei Witte, der ihm schnelle und umfassende Reformen empfahl, ignorierte er weitgehend.

### Autoritätsverlust des Zaren und Niederlagen im Ersten Weltkrieg

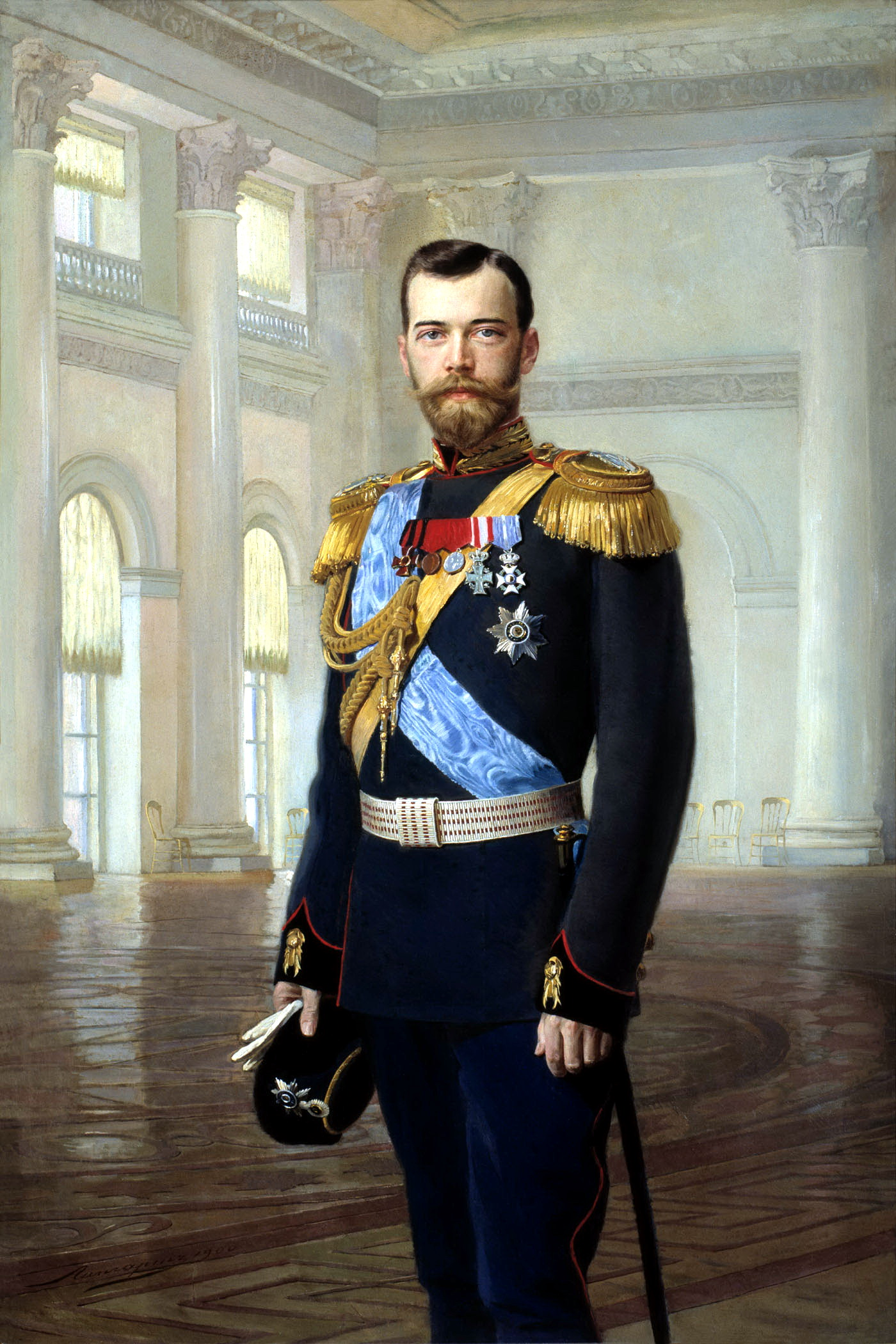
Nikolaus II., Gemälde von Earnest Lipgart

Der Ausbruch des Ersten Weltkriegs war wie in allen europäischen Staaten im Sommer 1914 mit einem nationalen Hochgefühl begrüßt worden. Nach der Wende an der Westfront (Ostfront der Mittelmächte) mit der Schlacht bei Gorlice-Tarnów 1915 erlitt Russland jedoch mehrere empfindliche Niederlagen. Im Zuge der deutschen Gegenoffensive des Jahres 1915 musste die Kaiserlich Russische Armee sich immer mehr nach Osten zurückziehen. Infolge dieses Großen Rückzugs gingen zunächst Polen, Litauen, Kurland und weite Teile des westrussischen Gebietes bis zu einer Linie von der Düna zur rumänischen Grenze verloren. Dieser regelrechte Zusammenbruch der zumeist schlecht ausgerüsteten Armee an der Westfront hatte eine schwere Krise in der obersten militärischen Führung zur Folge.

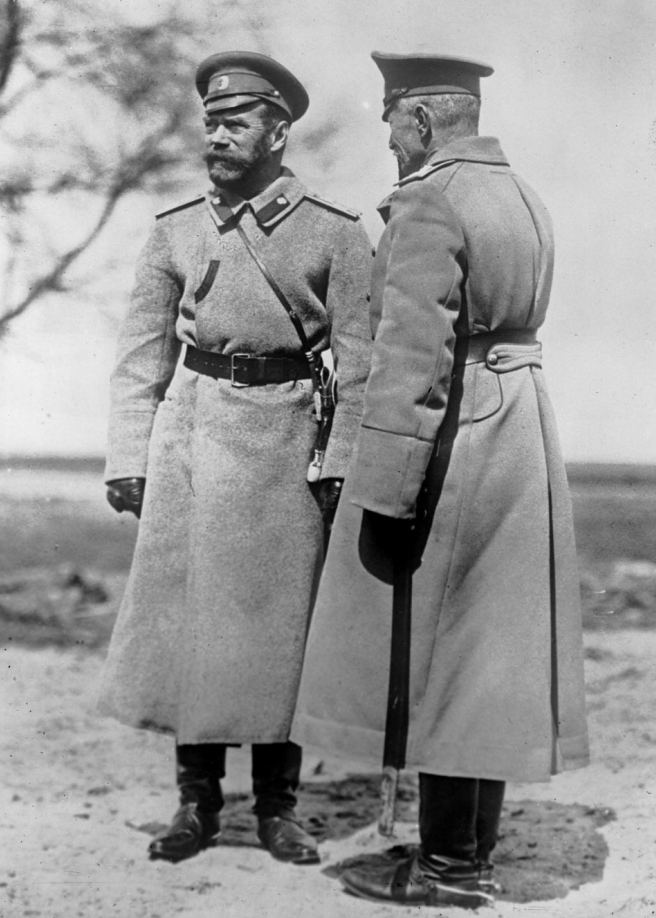
Zar Nikolaus II. und General Brussilow

Obwohl ihm auf einer Sitzung des Ministerrates seine Minister einstimmig davon abrieten, setzte der Zar den russischen Oberbefehlshaber Nikolai Nikolajewitsch ab, übernahm am  23. Augustjul. / 5. September 1915greg. selbst den Oberbefehl und ernannte General Michail Alexejew zum Generalstabschef. Am selben Tag traf er im Hauptquartier an der Kriegsfront in Mogilew ein. Die Regierung trat geschlossen zurück, nun lag der „Schlüssel des Schicksals“ des durch den Krieg und die Inflation ökonomisch stark eingeschränkten Landes bei der Armee, da der Zar jeden weiteren Rückzug und jede weitere Niederlage auch persönlich verantworten musste. Zunächst gelang es jedoch im September 1915, durch starke Gegenangriffe die Front zu stabilisieren.
Nikolaus II. widmete sich seiner neuen Aufgabe mit Hingabe und wurde in seiner Entscheidung durch den Erfolg der Brussilow-Offensive 1916 bestärkt. Andererseits desertierten allein 1916 eineinhalb Millionen russische Soldaten.

### Fortdauer der politischen Krise
Im Herbst 1916 flammten die Streiks der Petrograder Arbeiter, die im Vorkriegsjahr einen Höhepunkt erreicht hatten, danach aber im Geiste des Burgfriedens nationaler Solidarität und als Folge der Mobilmachung abgeflaut waren, wieder auf. Fortan weiteten sie sich, angefacht durch dramatisch zunehmende Versorgungsprobleme sowie Brennstoffmangel und einen ungewöhnlich kalten Winter 1916/17 zu einem regelrechten Flächenbrand aus, den die Autokratie nicht mehr einzudämmen vermochte. Im November schrieb Großfürst Michail Alexandrowitsch Romanow an seinen Bruder, den Zaren: „Ich bin überzeugt, dass wir auf einem Vulkan stehen und schon der kleinste Funke, der kleinste falsche Schritt eine Katastrophe für Dich, für uns alle und für Russland auslösen kann.“
Durch die Missstände zerbrach der vereinbarte Burgfrieden, der erst das Stillhalten der Opposition innerhalb des Krieges sichern sollte, recht schnell. Die wachsende Protestbereitschaft der Bevölkerung zeigte sich in der Duma, die im Februar 1916 erneut zusammengetreten war. Hier hatte sich ein progressiver Block gebildet, der aus verschiedenen liberalen Parteien bis hin zu moderaten Monarchisten bestand. Er forderte eine Liberalisierung Russlands und machte sich Sorgen, dass in der Abwesenheit des Zaren der Wanderprediger Rasputin allzu großen Einfluss auf die mächtige Zarin Alexandra nehmen würde, der man eine sexuelle Affäre mit dem Mönch unterstellte. Als Rasputin am 30. Dezember 1916 ermordet wurde und die Attentäter unbehelligt blieben, wurde das als Indiz für die Wahrheit dieser Anschuldigung gedeutet. Die Autorität des Zaren, der nun als moralischer Schwächling dastand, sank weiter.

### Ökonomische Krise sowie Wandel der bäuerlichen Lebenswelt
Der russische Staat machte während des Ersten Weltkrieges eine enorme Wirtschaftskrise durch. Die Erfordernisse der modernen Kriegsführung veranlassten das Zarenreich zum Ausbau der industriellen Kapazitäten. Zu deren Finanzierung wurde nach dem Scheitern von Kriegsanleihen schließlich vermehrt Geld gedruckt. Das löste im zweiten Kriegsjahr eine signifikante Inflation aus. Bis Ende 1916 verteuerten sich Arbeit und Güter um durchschnittlich 400 %. Dadurch wurde wiederum die Nahrungsmittelproduktion der Großgrundbesitzer nahezu lahmgelegt, da diese auf die Beschäftigung von Lohnarbeitern angewiesen waren.
1916 verschlechterte sich die Ernährungslage der Bevölkerung beträchtlich. Die Heeresverwaltung kaufte die Lebensmittel für die Armee in den westlichen Provinzen auf, wodurch es immer schwerer wurde, Ersatz für die Zivilbevölkerung zu beschaffen. Im Herbst 1916 begann das Schlangestehen der Bevölkerung vor den Bäckereien. Bei Streiks wurde immer lauter das Ende des Krieges und ab Oktober 1916 auch das Ende der Zarenherrschaft gefordert.
Die Kleinbauern produzierten zwar noch genügend Nahrungsmittel, allerdings wurde für sie der Verkauf ihrer Erträge unrentabel. Inflation und Konzentration auf die Fertigung für das Militär trieben Preise für industrielle Güter, die die Bauern benötigten, nach oben. Da der Strom von Fertiggütern von den Städten auf das Land versiegte, kam auch der Gegenstrom von landwirtschaftlichen Erzeugnissen in die Städte zum Erliegen. Des Weiteren fielen mehrere Millionen Haushalte weg, die sich bis zum Kriegsbeginn auf dem Land durch simple handwerkliche Fertigung von Gebrauchsgütern über Wasser gehalten hatten. Diese halbbäuerliche Schicht wurde teilweise durch die Verpflichtung in der Armee, zum größten Teil allerdings durch die höheren Löhne in den Fabriken der Städte geschwächt.

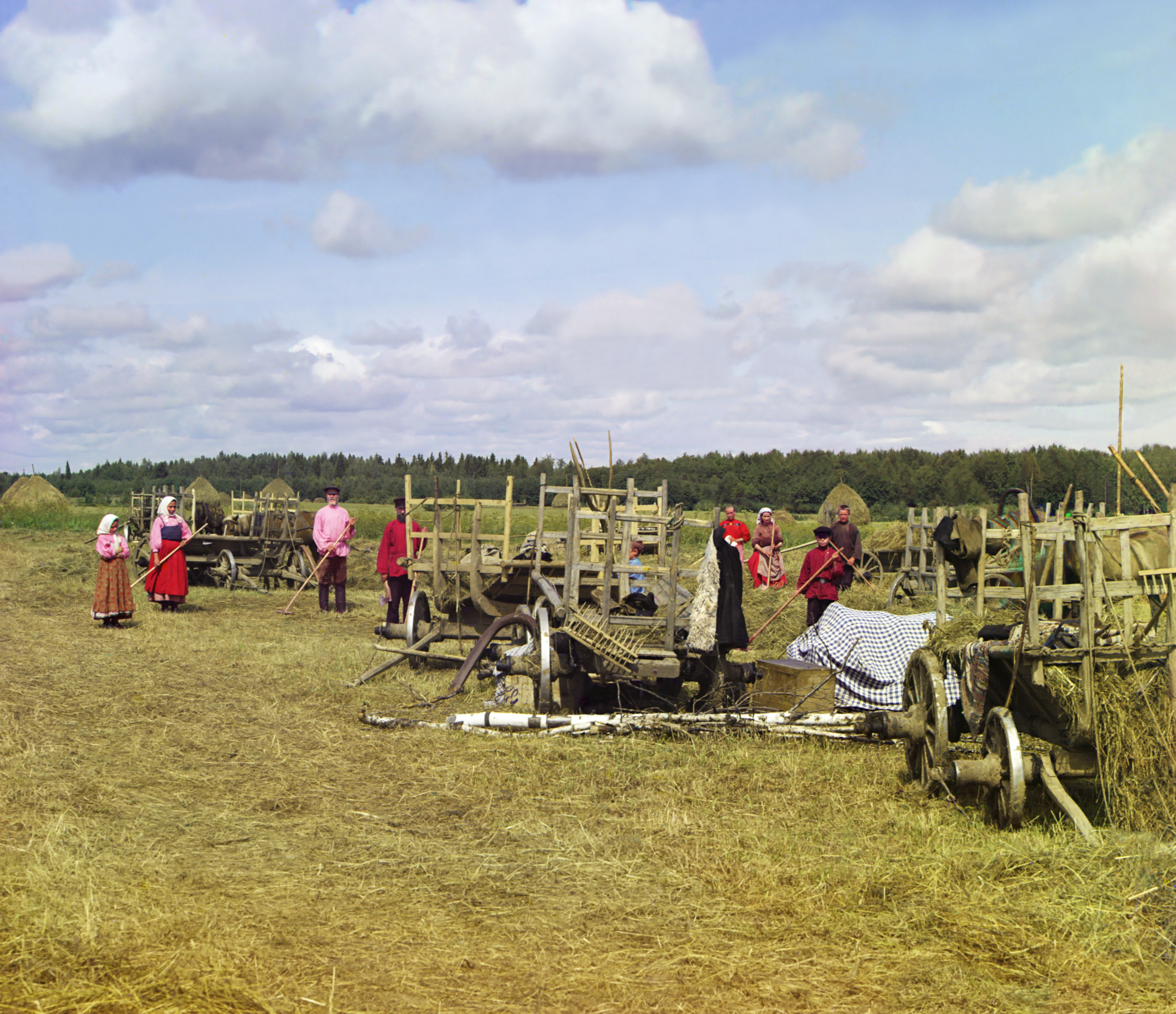
Russische Bauern bei der Heuernte, Photographie von Sergei Michailowitsch Prokudin-Gorski, 1909

Die russische Volkswirtschaft war um das Jahr 1916 immer noch überwiegend landwirtschaftlich geprägt: 85 % der Bevölkerung lebte auf dem Lande, ohne deren Mithilfe es keine Revolution geben konnte. Aufgrund von Not und enttäuschten Erwartungen an die Regierung war es bereits öfter zu Erhebungen der Bauern gekommen, die meist mit dem Niederbrennen von Gutshöfen, der Plünderung von Vorratsspeichern und der eigenmächtigen Inbesitznahme von Land verbunden waren, besonders jener „abgeschnittener Landstücke“, die vor der schwierigen Entflechtung von Guts- und Bauernwirtschaften im Gefolge der Aufhebung der Leibeigenschaft 1861 von der Dorfgemeinde bewirtschaftet worden waren und von dieser beansprucht wurden. Zumeist brachen solche Aufstände ebenso schnell wieder zusammen, wie sie entstanden waren.
Nach Kriegsbeginn 1914 gab es kaum agrarischen Sozialprotest. Da die große Mehrheit der Rekruten aus Dörfern kam, lebte hier kaum noch jemand, der sich gegen die Obrigkeit hätte erheben können. Erst eine neu entstehende Verbindung zwischen den Bauern in den ländlichen Regionen und den Städtern verlieh einem neu ausbrechenden Sozialprotest eine revolutionäre Qualität. Nach Manfred Hildermeier war eine Ursache der Revolution, dass der parochiale Horizont der traditionell kleinräumigen Dorfgemeinschaft aufbrach und sich „für überregional-gesamtstaatliche Probleme öffnete“. Diese Öffnung sei zum einen durch die Wanderarbeit erfolgt, die Bauern saisonal oder für ganze Lebensabschnitte in die größeren Städte brachte, wo sie mit allgemeinen sozialen und politischen Fragen konfrontiert wurden und auf Angehörige der oppositionellen Intelligenz trafen. Zum anderen hätten immer mehr Bauern Militärdienst zu leisten gehabt, was sie ebenfalls außerhalb ihrer Heimatregionen brachte.

## Verlauf der Revolution
Die weitere Verschlechterung der Versorgungslage der Bevölkerung im harten Winter der Jahre 1916/1917, Zwangseintreibungen und ein neues, fehlgeschlagenes Ablieferungssystem verstärkten die Unzufriedenheit. 1917 kam es in den Industriezentren zu Hungerrevolten, Streiks und Demonstrationen. Deren Anlass war unter anderem der 12. Jahrestag des Petersburger Blutsonntages am 9. Januarjul. / 22. Januargreg.. Die Verhaftungen von Regimekritikern konnten der revolutionären Stimmung nicht entgegenwirken, sondern führten nur zu einer stärkeren Radikalisierung.

### Zuspitzung der Krise
Mittlerweile füllten sich die Petrograder Straßen mit zahlreichen hungernden und aufgebrachten Menschen, da die Lebensmittelversorgung ins Stocken geriet. Bereits nachts standen Menschen in langen Schlangen um Brot an. Es kam zu vereinzelten Plünderungen. Die Eröffnung der Duma am 14. Februarjul. / 27. Februargreg. wurde von einer Großdemonstration begleitet, die diese zu energischen Maßnahmen auffordern solle.
Am 19. Februarjul. / 4. Märzgreg. brach in den Putilow-Werken, einem Petrograder Rüstungsbetrieb, ein Streik aus. Daraufhin verfügte die Direktion die Aussperrung von 30.000 Mann. Prompt kam es zu einer Protestdemonstration gegen die katastrophale Versorgungslage. Lawinenartig dehnten sich die Proteste auf andere Betriebe aus, der Generalstreik wurde proklamiert. Tausende demonstrierten mit roten Fahnen auf dem Newski-Prospekt.
Die Arbeiterkomitees hielten es für unwahrscheinlich, von der Armee die notwendige Unterstützung für eine großangelegte proletarische Revolution zu bekommen. Daher verfolgten sie die Idee einer friedlichen Volksbewegung. Es war kein gezielter Aufruf für Streiks geplant, um gewaltsame Zwischenfälle mit der gefürchteten Polizei zu vermeiden. Aber es zeigte sich bei den ersten Zusammenstößen, dass die Soldaten größtenteils bereit waren, zum Schutz der Zivilisten (unter denen sich auch viele Soldatenfrauen befanden) gegen die Polizei, aber vor allem gegen die eigenen Offiziere vorzugehen. Insgesamt wird von etwa 170.000 Soldaten im Bereich von Petrograd ausgegangen, welche sich auf die Seite der Streikenden stellten. Fabrikarbeiter aus dem Wyborger Rajon und weiteren Stadtteilen schlossen sich darauf in großer Zahl den Streiks an. Weitere Demonstrationen von Arbeiter- und Soldatenfrauen bedrohten die für den Krieg notwendigen Munitionsfabriken Petrograds und verbreiteten sich von Petrograd aus bald im ganzen Land. Die Arbeiter- und Soldatenfrauen forderten einen sofortigen Ausstieg aus dem Ersten Weltkrieg, die Herausgabe von Lebensmitteln und die sofortige Abdankung des Zaren.

### Aufruhr auf Grund des sich verschärfenden Lebensmittelmangels
Am 21. Februarjul. / 6. Märzgreg. berichtete die täglich erscheinende Börsen-Gazette, dass auf der Petrograder Seite Plünderungen von Bäckereien begannen und sich dann auf die ganze Stadt ausweiteten. Durch die Straßen ziehende Menschenmengen stünden vor Bäckereien und Backwarengeschäften und schrien „Brot, Brot“. Die Streiks in den großen Rüstungs- bzw. Munitionsfabriken flammten wieder auf. Die Streiks nahmen am Folgetag weiter zu. Dessen ungeachtet reiste der Zar zum Stab der Truppen. Zuvor versicherte ihm Innenminister Alexander Protopopow, die Situation in der Hauptstadt sei vollständig unter seiner Kontrolle. Am 23. Februarjul. / 8. Märzgreg. begann in Petrograd die eigentliche Revolution. Erneut wurde in den Putilow-Werken gestreikt, die Streikenden demonstrierten für eine bessere Versorgung, vor allem mit Brot. Die Nachricht der Arbeitsniederlegungen verbreitete sich rasch auch auf andere Stadtbezirke, sodass sich Werktätige fast aller Industrieunternehmen dem Streik anschlossen. Sie bildeten mit ihren Familien lange Demonstrationszüge und riefen: „Gebt uns Brot, wir verhungern, wir brauchen Brot.“ Mittags um zwei Uhr traten die Arbeiterinnen in der Fabrik Ayvas ebenfalls in den Ausstand. Gegen 15 Uhr kam der Zar in Mogilew an. Abends um sieben Uhr begab sich die Belegschaft (1500 Menschen) der Vulcan-Werke ans Werktor, weil dort ein Polizei-Offizier aufgetaucht war und mit einem Revolver in der Hand forderte, ihre Versammlung aufzulösen. Ein paar Arbeiter entwaffneten und verprügelten ihn. Die Menschenmenge strömte nun auf die Straße. Angeblich schloss sich mehr als die Hälfte des Petrograder Arbeiterstandes dem Aufstand an. Sehr schnell gab es in den Betrieben Wahlen zu Arbeiterräten, der Form der Selbstorganisation, die die Arbeiter schon 1905 herausgebildet hatten. Daraus entstanden in Folge Arbeiter- und Soldatenräte im ganzen Land, die den Petrograder Sowjet als ihre Regierung anerkannten.
Am 24. Februarjul. / 9. Märzgreg. schickte der Zar aus dem Hauptquartier in Mogilew ein Telegramm an den Stadtkommandanten General Sergei Chabalow den Befehl, die Unruhen in der Stadt „schon morgen zu liquidieren“. Am  folgenden Nachmittag schossen Angehörige des Wolhynischen Garderegiments in der Hauptstadt auf die Aufrührer, sechzig Demonstranten starben. An anderen Orten dagegen gingen Soldaten gegen die Polizei vor. Kosaken, die der Petrograder Stadtkommandant zur Entwaffnung der Aufständischen geschickt hatte, verweigerten den Befehl und nahmen stattdessen die roten Nelken entgegen, die man ihnen überreichte. Dumapräsident Michail Rodsjanko forderte den Zaren telegrafisch auf, „unverzüglich Maßnahmen zu treffen, denn morgen wird es zu spät sein.“ Die Stunde sei gekommen, in der über das Vaterland und die Dynastie entschieden werde. Das Telegramm blieb unbeantwortet; ob es den Zaren überhaupt erreichte, ist ungewiss.

### Verwicklungen um die Duma
Am 26. Februarjul. / 11. Märzgreg. erhielt Dumapräsident Rodsjanko telegrafisch ein Dekret des Zaren, mit dem dieser erneut die Duma auflöste. Doch der Ältestenrat und die Abgeordneten weigerten sich angesichts der Unruhen, dem Folge zu leisten.
Am 27. Februarjul. / 12. Märzgreg. konstituierte der Ältestenrat ein Provisorisches Komitee zur Wiederherstellung der öffentlichen Ordnung unter der Leitung des Dumapräsidenten Rodsjanko und eröffnete das Parlament wieder, das nun die Regierungsgeschäfte übernahm. Ein neuer Oberkommandierender wurde ernannt und Duma-Bevollmächtigte in den Ministerien eingesetzt. Das provisorische Duma-Komitee bestand bis zu den nächsten Wahlen. Staatsrechtlich gesehen war dies eine Usurpation und zugleich der entscheidende revolutionäre Akt: So wie sich im August des Jahres 1789 der Dritte Stand in der französischen Hauptstadt Paris zur Nationalversammlung erklärt hatte, so reklamierte das russische Parlament mit dieser Bekanntmachung alle Befugnisse für sich, die eben noch von der zaristischen Regierung ausgeübt wurden. Deshalb wird dieser Montag, der 27. Februar, auch als Roter Montag bezeichnet, weil u. a. mit diesem Tage klar wird, dass neben der Beteiligung der Räte nun auch die Duma aktiv mitwirkt und damit aus der Straßenrevolte eine echte Revolution wird.

### Militärische Kräfteverschiebung
Am 27. Februarjul. / 12. Märzgreg. wechselte das Wolhynische Garderegiment in Petrograd auf die Seite der Revolution über. Das Preobrashenskij- und das Litowskij-Garderegiment folgten. Mehrere Kommandanten wurden erschossen, die Soldaten fraternisierten mit den Arbeitern, die mit der Erstürmung der Waffenarsenale ebenfalls Gewehre erhielten. Die Polizei wurde entwaffnet, in beschlagnahmten Fahrzeugen mit roten Fahnen fuhren die Revolutionäre unter lautem Jubel durch die Straßen.
Ein Teil des Moskauer Regimentes leistete kurze Zeit Widerstand. Nachdem der gebrochen war, wurden zahlreiche Offiziere getötet, und auch das Moskauer Regiment schloss sich der Erhebung an. Gerichtsgebäude, Polizeikasernen und das Kresty-Gefängnis wurden gestürmt und nach der Befreiung der Gefangenen in Brand gesteckt.
Am Nachmittag wurde auch das Gebäude der Duma von bewaffneten Soldaten und Arbeitern besetzt, und noch am Abend versammelte sich im Sitzungssaal der Duma der erste Arbeiter- und Soldatenrat. Die noch immer amtierende zaristische Regierung verhängte über Petrograd den Belagerungszustand. An einigen Orten wurden Aufständische mit Maschinengewehren beschossen, andernorts verhafteten die Aufständischen ihrerseits zaristische Würdenträger im Namen des Arbeiter- und Soldatenrates. Die bisherigen Ereignisse überrollten auch die Arbeiterkomitees. Hier herrschte bislang die Meinung, dass von der Armee Hilfe nicht zu bekommen sei. Nun riefen auch sie zur Unterstützung der sich schnell ausbreitenden Bewegung auf.
Der Zar schrieb in sein Tagebuch: „Ging um 3½ zu Bett, weil ich noch lange mit N. I. Iwanow gesprochen habe, den ich mit Truppen nach Petrograd schicke, um Ordnung zu schaffen.“ Um fünf Uhr morgens verließ er das Hauptquartier in Mogilew, um zu seiner Familie nach Zarskoje Selo zu fahren, seiner Sommerresidenz. Dorthin beorderte er zu seinem Schutz auch Truppen von der Kriegsfront.

### Ausweitung des Aufstands
Am 28. Februarjul. / 13. Märzgreg. brach der Aufstand in Moskau aus und nahm einen ähnlichen Verlauf wie in Petrograd. Im Taurischen Palast in Petrograd bildeten sich zwei politische Zentren: Im rechten Flügel die Provisorische Regierung unter Fürst Georgi Lwow, im linken Flügel der Sowjet mit den Delegierten der Arbeiter und Soldaten.
Währenddessen bemächtigten sich die Revolutionäre in Petrograd aller Bahnhöfe, des Telefonamtes, der Peter-Pauls-Festung und der Admiralität. Zarskoje Selo wurde von Aufständischen besetzt und die Kaiserin fortan bewacht. Der Zug des Zaren musste nachts bei Wischera umkehren, weil Ljuban und Tosno bereits in den Händen der Aufständischen waren. Er fuhr nach Pskow, dem Hauptquartier der Nordfront, die sich vom Zaren abgewandt hatte. Hier meldete deren Befehlshaber, General Nikolai Russki, dem Zaren den Ausbruch der Revolution in Petrograd und riet ihm, abzudanken und sich der Gnade der Sieger zu ergeben. Die Aussicht auf eine Niederschlagung des Aufstands war in den Augen der Generäle in Pskow so gering, dass sie den Zaren dazu zwangen, einer neuen Regierung des gesellschaftlichen Vertrauens zuzustimmen. Dies genügte den neuen Machthabern in Petrograd aber lange nicht, sie forderten den Thronverzicht des Zaren, einige sogar seinen Tod.

### Abdankung von Zar Nikolaus

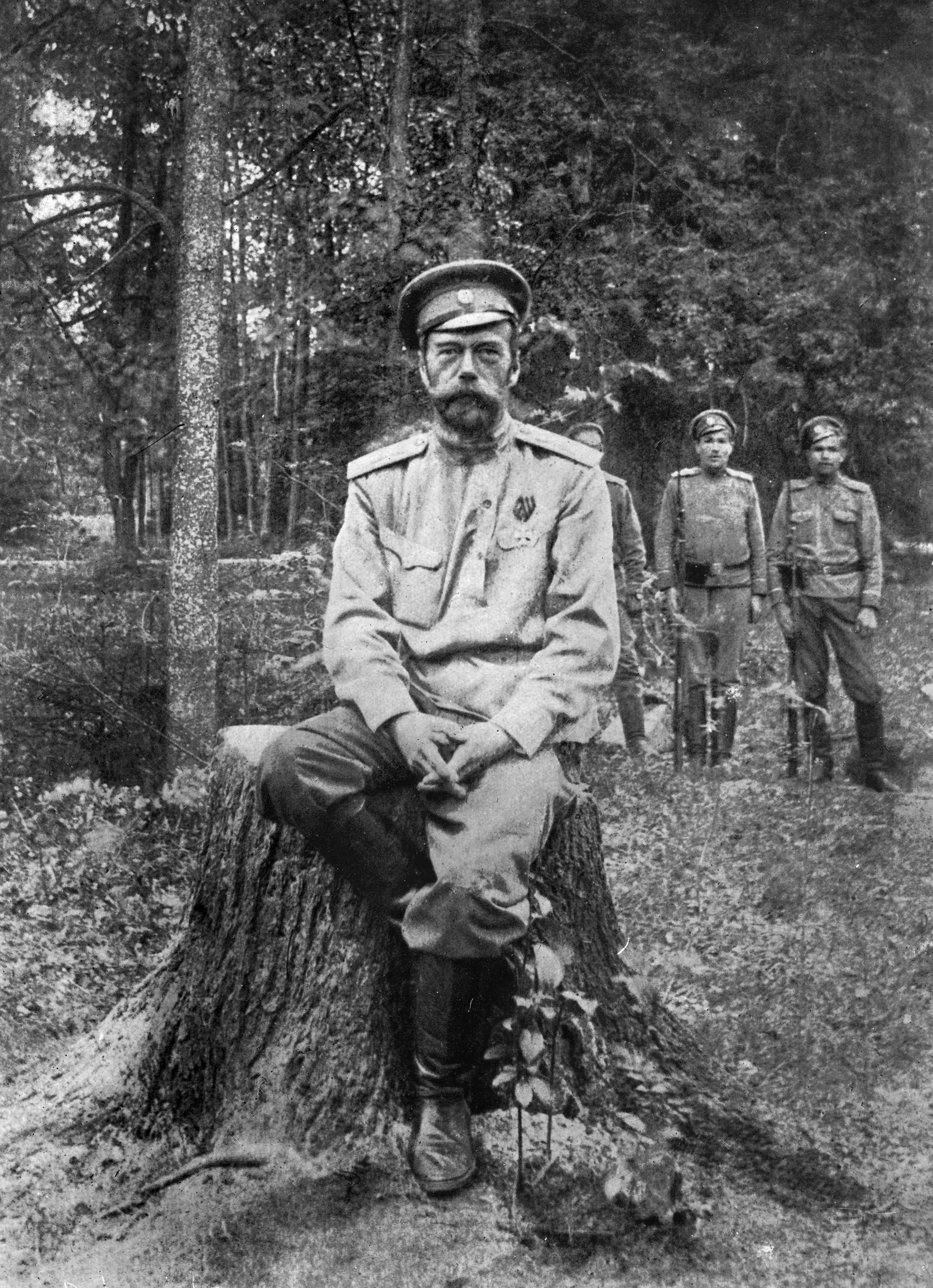
Eine der letzten Aufnahmen des Zaren in seiner Armeeuniform, die er bis zum Schluss trug

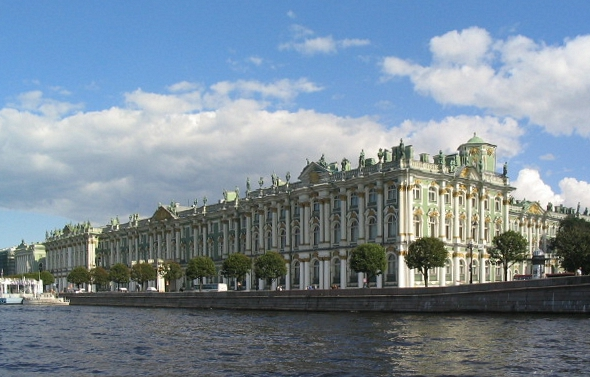
Der Winterpalast in Petrograd war Sitz der Zarenfamilie

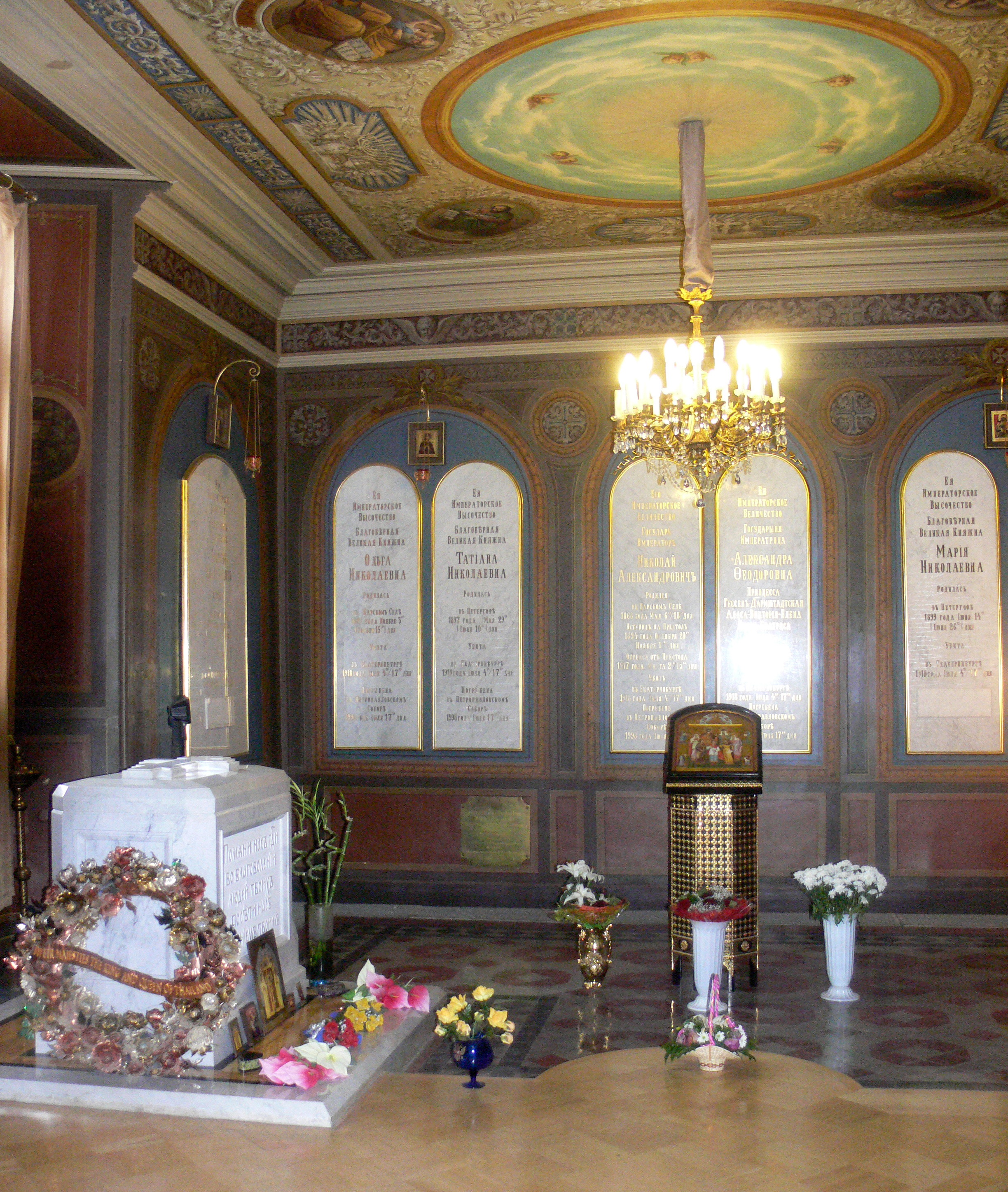
Grabmal der letzten Zarenfamilie in der Peter-Paul-Kathedrale

Am 1.jul. / 14.greg. März wurde Nikolaus sowohl vom Duma-Präsidenten Rodsjanko als auch von Michail Alexejew, dem Stabschef und damit de facto Befehlshaber aller Armeen telegraphisch aufgefordert abzudanken. Russki, der Befehlshaber der Nordfront, berichtete ihm über ein langes Telefongespräch mit Dumapräsident Rodsjanko, wonach seine Abdankung unerlässlich sei. Russki gab den Inhalt des Gespräches an das Hauptquartier weiter, und von dort ging es an alle Befehlshaber der Armeen. Bis zum frühen Nachmittag sprachen sich ausnahmslos alle für die Abdankung des Zaren aus. Nikolaus unterzeichnete in der folgenden Nacht ein Manifest, in dem er ein dem Parlament verantwortliches Ministerkabinett einberief, doch Rodsjanko, der davon telefonisch in Kenntnis gesetzt wurde, antwortete, dieses Zugeständnis komme viel zu spät, erforderlich sei vielmehr die Abdankung des Zaren.
Am 2.jul. / 15.greg. März vereinbarten Duma und Arbeiter- und Soldatenrat, dass der Zar abgesetzt sei und eine Provisorische Regierung gebildet werde. Um 15 Uhr gab der Fraktionsvorsitzende der liberalen Kadettenpartei Pawel Miljukow im Taurischen Palast eine Liste der neuen Minister mit seinem Parteifreund Fürst Georgi Lwow an der Spitze bekannt. Die von den Soldaten verhafteten Minister des Zaren wurden in die Peter-Pauls-Festung überführt. Gegen 22 Uhr trafen Alexander Gutschkow vom Reichsrat und der Duma-Abgeordnete Wassili Schulgin aus Petrograd im Salonwagen des Zarenzuges ein. Gutschkow berichtete dem Zaren, es bestehe die Gefahr, dass Petrograd und die Front in die Hände von Anarchisten falle und die Gemäßigten hinweggefegt würden. Das Volksempfinden könne nur beruhigt werden, wenn Nikolaus zugunsten seines kleinen Sohnes zurücktreten und Großfürst Michail die Regentschaft übertrage. Der Zar erwiderte, er habe das tun wollen, doch aufgrund der Krankheit des Zarewitsch könne er sich nicht von ihm trennen. Eigenhändig änderte er das am Morgen ausgearbeitete Abdankungsmanifest zugunsten seines Bruders, des Großfürsten Michail, und übergab es um 23:40 Uhr an Gutschkow. Auf Bitten der Deputierten fügte er einen Zusatz über den Eid des neuen Zaren auf die Verfassung ein. Gleichzeitig unterzeichnete er Ukasse, in denen er Fürst Lwow zum Vorsitzenden des Ministerrates und Großfürst Nikolai Nikolajewitsch wieder zum Oberbefehlshaber ernannte. Um nicht den Eindruck zu erwecken, Nikolaus habe unter dem Druck der angereisten Deputierten gestanden, wurden die Abdankungsurkunde und die Ukasse auf den 15. März, 15 Uhr und 14 Uhr vordatiert.

### Thronverzicht von Großfürst Michail
Großfürst Michail erfuhr zunächst nicht, dass er und nicht sein Neffe Alexei Thronfolger sein sollte, da sein Bruder ihn nicht telegrafisch über sein Vorgehen informierte. Die Provisorische Regierung beschloss, auch Michail zum Thronverzicht zu bewegen. Auf Drängen Lwows, Kerenskis und anderer Duma-Mitglieder unterzeichnete der Großfürst am 3.jul. / 16. Märzgreg. März ein von dem Kadettenpolitiker Wladimir Dmitrijewitsch Nabokow formuliertes Schreiben, in dem er auf den Thron verzichtete und dazu aufrief, sich der Provisorischen Regierung unterzuordnen. Er sei bereit, die Thronfolge anzutreten, sofern das Volk zu einem späteren Zeitpunkt dies in geheimen Wahlen entscheiden sollte. So hoffte Michail, die Monarchie in Russland erhalten zu können. Durch die Probleme der provisorischen Regierungen in den folgenden Monaten und die Machtübernahme der Bolschewiki durch die Oktoberrevolution geriet dies aber aus dem Bereich des Möglichen. Damit endete die 300-jährige Herrschaft der Romanow-Dynastie.
Am 8.jul. / 21. Märzgreg. März wurde Nikolaus II. in Haft genommen und nach Internierung in Zarskoje Selo mit seiner Familie nach Sibirien verbannt. Später wurde auch Michail arrestiert und in der Nacht vom 12. auf den 13. Juni 1918 ermordet. Nachdem Nikolaus II. und seine Familie im April 1918 nach Jekaterinburg verlegt worden waren, wurden auch sie dort am 16./17. Juli 1918 ermordet.

### Regierungsbildung im neuen Staat
Das aus dem Rücktritt von Zar und Regierung entstandene Machtvakuum wurde von zwei Institutionen gefüllt: von der Duma und dem wieder gebildeten Petrograder Sowjet. Beide mussten sich sofort mit der Bildung einer Exekutive beschäftigen. Ein erster Kompromiss fiel im Überschwang des Sieges der Revolution vergleichsweise leicht. Die Menschewiki, die im Sowjet die Mehrheit hatten, nahmen als Marxisten an, der historischen Entwicklungsstufe der feudalistischen Monarchie müsse zunächst eine bürgerlich-kapitalistische Demokratie folgen. Daher müsse dem liberalen Bürgertum in der Duma das Feld gehören. Hinzu kam wohl auch, dass die liberalen Politiker um den hoch geschätzten Fürst Lwow und den unbestrittenen Kopf der Kadetten Miljukow über parlamentarische Erfahrung, eine komplette Mannschaft aus den Reihen des Progressiven Blocks und ein Programm verfügten.
Die streikenden Soldaten und ihre radikalen Deputierten in den Räten mussten aber noch gewonnen werden. Sie setzten ihr wichtigstes unmittelbares Anliegen durch, als sie dem Exekutivrat des Sowjets den berühmten Befehl Nr. 1 des Petrograder Sowjets, der die Wahl von Regimentskomitees und die Unterstellung der Regimenter unter die Sowjets sowie die Einrichtung von Soldatenräten in jeder militärischen Einheit verfügte, abrangen. Eine Wahl aller Offiziere durch die Mannschaften war zwar vorgesehen, wurde aber nach Kritik der Offiziere wieder zurückgezogen. Die Verhandlungsführer der Sowjets forderten in den Gesprächen mit dem Dumakomitee am 11. März als Konsequenz aus diesem Dekret zwar auch die Wahl der Offiziere, ließen die Forderung aber mit Rücksicht auf die Kampfkraft der Armee im laufenden Krieg fallen. In Folge dieses Befehles wuchs die bereits erhebliche Unruhe unter den Soldaten weiter an.
Am Nachmittag des 2. März verkündete Miljukow im Taurischen Palais, dem Sitz der Duma, die Einigung und stellte das neue Kabinett der Provisorischen Regierung unter Fürst Lwow vor. Damit war der Übergang von einer Autokratie zur Herrschaft des – wenn auch nicht demokratisch gewählten, so doch von den aufständischen Arbeitern und Soldaten akzeptierten – Parlaments vollzogen.
Noch wichtiger als der Kompromiss zwischen den neuen Machtzentren vor Ort aber war die stillschweigende Billigung der Generäle. Diese hegten keine Sympathie für Liberalismus und Demokratie, sondern waren einzig an der Verteidigungsfähigkeit und der Fortsetzung des Krieges interessiert. Im Loyalitätskonflikt zwischen Monarchie und Nation entschied sich der Generalstab für die Nation. Die Schwäche der zaristischen Armee lag weniger in der Moral ihrer Soldaten und deren Ausrüstung als in ihrer inneren Zerrissenheit zwischen adligen Gutsbesitzern, die zumeist die Offiziere stellten, und den Massen der Landlosen oder Kleinbauern in den Mannschaften. Klassenkampfparolen zündeten deshalb nicht zuletzt in der Armee. Die Soldaten gaben somit, noch stärker als die Arbeiterschaft, im Laufe des Jahres 1917 den entscheidenden Rückhalt der Revolution.
Die neue Freiheit und Volkssouveränität regierte nur ein halbes Jahr, bis es vor den geplanten demokratischen Wahlen im Oktober zur Oktoberrevolution durch die Bolschewiki kam. Es gelang der provisorischen Regierung zwar vergleichsweise leicht, die Reste des aufgelösten Ancien Régimes zu beseitigen und ihre neuen demokratischen Grundsätze in den ländlichen Gebieten zu festigen, sie vermochte jedoch weder die Versorgung der Menschen sicherzustellen, noch die Wirtschaftskrise und die Inflation zu beheben und Frieden zu schaffen. An diesen wichtigen Aufgaben scheiterte das Februarregime.

## Folgen
In den folgenden Monaten der Doppelherrschaft stand der provisorischen Regierung der Petrograder Arbeiter- und Soldatenrat mit einem Exekutivkomitee an der Spitze gegenüber, das zunächst vor allem aus Menschewiki und Parteilosen gebildet wurde. Ziel des Sowjets war die Herstellung der Ordnung und der Versorgung sowie die endgültige Beseitigung der Zarenherrschaft. Eine konstituierende Versammlung auf Basis allgemeiner Wahlen sollte über die Regierungsform entscheiden.
Der neue Außenminister Miljukow wollte den schon drei Jahre andauernden Krieg fortsetzen, das Bündnis mit Frankreich und England aufrechterhalten und einen Sieg über die Mittelmächte erreichen. Demgegenüber sah sich der Petrograder Sowjet in der Pflicht, um seinen Rückhalt in der Bevölkerung zu festigen, die Soldaten zu gleichberechtigten Bürgern zu machen. Im April betrat mit Wladimir Iljitsch Lenin ein weiterer Akteur die Bühne des revolutionären Russland. Unter Mithilfe des Deutschen Kaiserreichs war der Führer der Bolschewiki aus dem Schweizer Exil zurückgekehrt (→ «Reise Lenins im plombierten Wagen») und forderte in seinen viel beachteten Aprilthesen eine Landreform, eine Übertragung der staatlichen Macht an die Räte und eine sofortige Beendigung des Krieges. Eine Zusammenarbeit mit der provisorischen Regierung lehnte er ab. Versuche des Kriegsministers und späteren Vorsitzenden der Provisorischen Regierung, Kerenski von der agrarsozialistischen Partei der Trudowiki, durch eine militärische Offensive eine bessere Verhandlungsposition für Friedensverhandlungen mit den Mittelmächten zu erreichen, scheiterten.
Für den jungen Staat, der sich durch die Februarrevolution in einem ersten Schritt des Zaren als Regenten entledigt hatte, stand noch eine Reihe dramatischer Entwicklungen bevor. Der Weltkrieg war noch nicht zu Ende, der Machtkampf zwischen Menschewiki und Bolschewiki sollte sich im Herbst 1917 in der Oktoberrevolution entladen. Der darauf folgende Russische Bürgerkrieg dauerte bis 1920, endete mit einem Sieg der Bolschewiki und führte zur Konstituierung der UdSSR im Jahre 1922.